# Synagoge (Emden)
De voormalige Synagoge van Emden bestond van 1836 tot 1938.

## Geschiedenis

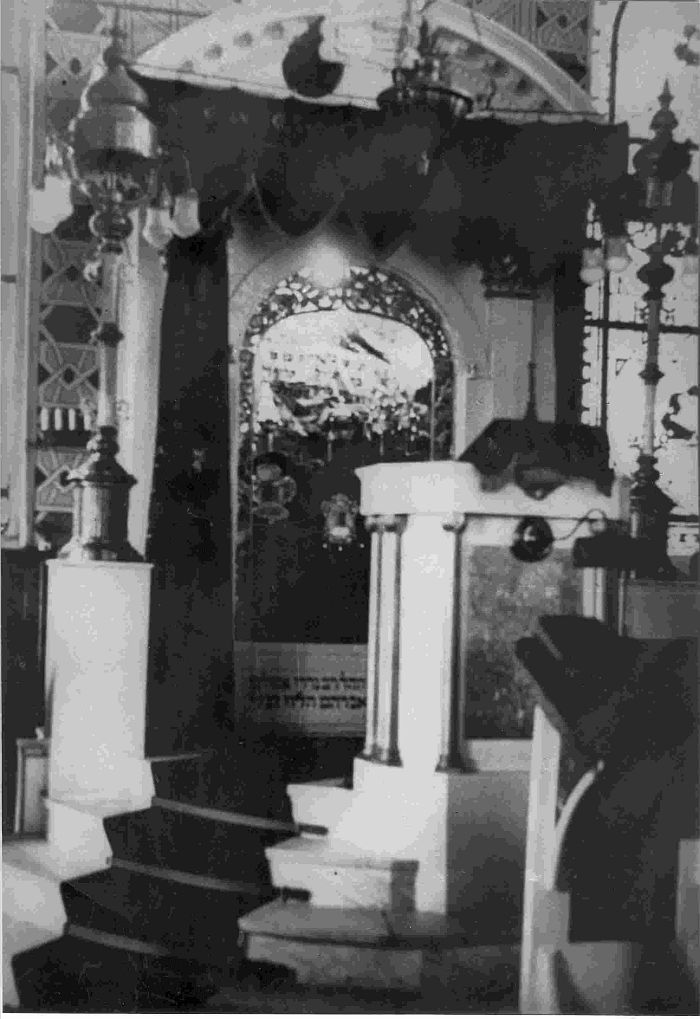
Interieur 1912

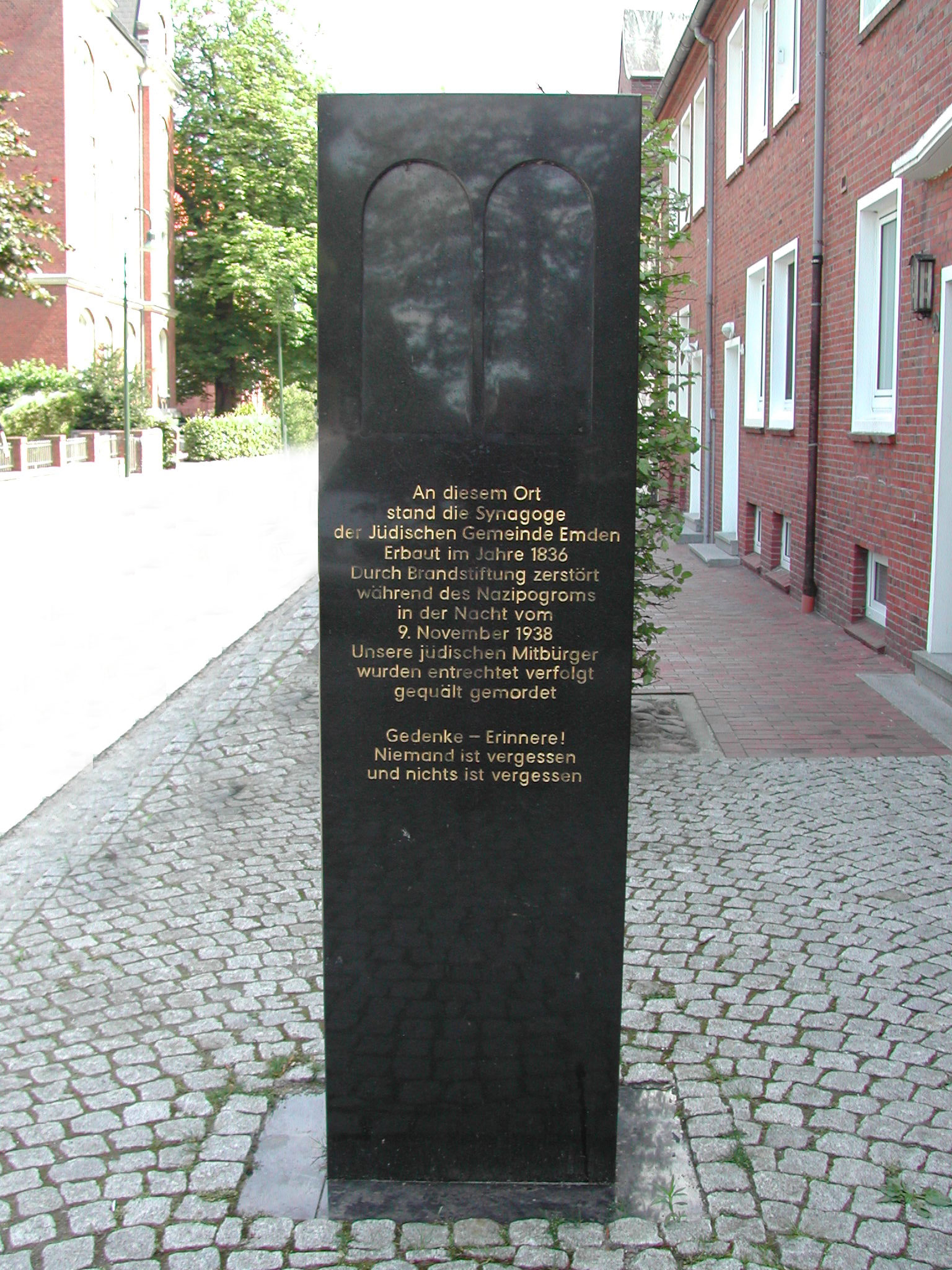
Herdenkingsmonument voor de afgebrande synagoge van Emden

Waarschijnlijk stond op dezelfde plaats aan het Sandpfad (tegenwoordig Bollwerkstraße) al sinds de 16e eeuw een joods gebedshuis. Het stortte in 1835 tijdens een viering van de sabbat deels in en werd naderhand wegens bouwvalligheid gesloten.
De gemeente bouwde op dezelfde plaats in 1836 een grote synagoge, die nog in hetzelfde jaar door de rabbijn plechtig in gebruik werd genomen. In 1910 volgde een uitbreiding naar het ontwerp van de bouwmeester Ernst Friedheim, van wiens hand ook het ontwerp voor de synagoge aan het Bornplatz te Hamburg stamde. De verbouwde synagoge, waarvan de kosten meer dan 60.000 goudmarken bedroegen, vervoegde over 320 plaatsen voor mannen en een galerij voor 250 vrouwen. De synagoge bestond nu over een hoofdgebouw uit 1836 en de uitbreiding, waarin een vergaderzaal, een ritueel bad, een garderobe en een ruimte voor de verwarming waren ondergebracht.
Aan de oostzijde van het gebouw bevond zich de thoraschrijn, daarvoor de kansel en de lessenaar van de voorbidder. In het centrum van het gebouw stond de bima, de lessenaar waarop de Thora bij de lezing wordt gelegd.
Tekenend voor de verhoudingen van de joden met de rest van de bevolking in Emden was het dat bij de openingsplechtigheden in 1836 zowel de christelijke gemeenten van de stad als een afvaardiging van de overheid deelnamen. Bij de plechtigheden van de inwijding in 1910 werd de overheid eveneens vertegenwoordigd en hadden ook de mennonieten, de luthersen en de katholieken afgevaardigden gezonden. Alleen van calvinistische zijde waren geen aanwezigen.

## 1938
In de nacht van 9 op 10 november 1938 kwam het ook in Emden tot de door de nazi's georkestreerde geweldpleging tegen joden. Bernhard Horstmann, de 26-jarige Kreisleiter, kreeg van de gouwleiding in Oldenburg om 22:30 uur telefonisch instructies. Hij werd ervan op de hoogte gesteld dat in deze nacht in heel Duitsland vergeldingsmaatregelen tegen de joden moesten worden uitgevoerd. Om 01:00 uur 's nachts zouden alle synagoges van Duitsland in brand moeten staan. Om 23:30 uur belastte Horstmann zijn plaatsvervanger Neeland met de organisatie van de brandstichting in de synagoge. Neeland bracht daarop met de SS brandmiddelen in het godshuis. Tegelijkertijd werd de brandweer van Emden over de geplande actie geïnformeerd. Ze kregen de opdracht om niet in te grijpen en zich te beperken tot het verhinderen van het overslaan van de vlammen naar omliggende gebouwen. SA-troepen bereidden zich op de arrestatie van alle joden in Emden voor. Tegen 's nachts om 01:00 uur begaven SA-ers en SS'ers zich naar de synagoge. Een uniform werd niet gedragen om de identiteit van de daders te verhullen. Bovendien moest de hele operatie een zo spontaan mogelijke wraakactie van de Duitse bevolking lijken als reactie op de moord op de diplomaat Ernst vom Rath door de jood Herschel Grynszpan.
Nadat Neeland de brandmiddelen naar de synagoge had gebracht, kwam Horstmann binnen om het bevel te geven het vuur aan te steken. Er volgde een grote explosie in de synagoge, maar het vuur wakkerde niet aan. Pas nadat er nog eens 20 liter benzine naar binnen werd gebracht, brak er een vuurstorm uit die de synagoge volledig in as legde.
De joden in de stad werden vanaf 0:00 uur door de SA gearresteerd en samengedreven op plein van de Neutorschool. Tegelijkertijd werden in de stad etalages, winkels en meubilair van joodse instellingen en woningen vernield. Minstens één jood werd door een schot in de rug zo zwaar verwondt, dat hij later aan de verwondingen bezweek. Op het schoolplein werden de bijeengedreven joden en onder leiding van SA-Sturmführer Bennmann urenlang getreiterd en gedwongen al marcherend bekende Wanderlieder te zingen. De mensen werden door Bennmann gedreigd neergeschoten te worden als de bevelen niet werden opgevolgd. In de ochtend van 10 november werden de vrouwen, kinderen en oudere mannen vrijgelaten. De joden die konden werken, 60 in getal, werden naar de haven gedreven om er baggerwerkzaamheden te verrichten. De weg voerde de mannen langs de uitgebrande synagoge en daar werd een jood gedwongen zichzelf te beschuldigen van brandstichting in de synagoge. In de gymzaal van de Neutorschool werd een provisorisch onderkomen ingericht en ook daar waren de joden doelwit van pesterijen van de SA. In de vroege ochtendstond van 11 november werden de joden onder bewaking van de SS en de Gestapo naar het station gedreven, van waar ze naar het concentratiekamp Sachsenhausen werden gedeporteerd.

## Na de oorlog
Na de oorlog werd het plein tussen het Sandpfad en de Judenstraße, waar de synagoge en de school ooit stonden, geëgaliseerd en opnieuw bebouwd. In 1986 werd een gedenksteen ter herinnering aan de synagoge en de verwoesting van het gebouw opgesteld. In 1990 werd de gedenksteen vervangen door de huidige.